# Skozi mesto
Skozi mesto je kratka sodobna pravljica, ki jo je napisala slovenska pisateljica Svetlana Makarovič, ilustrirala pa jo je Jelka Reichman. Izšla je leta 1975 pri založbi Mladinska knjiga v Ljubljani.

## Kratek povzetek zgodbe
Deklica Pika in njen pes Piki sta se odpravila kupit pasje kolače. Trgovina je bila na drugem koncu mesta. Pot ju je vodila mimo hiš, blokov, parkov, igrišč, železniške postaje, gledališča, muzeja, filharmonije in cerkve.Tudi njiju je igra otrok v parku pritegnila, vendar sta morala naprej. Ko sta prišla do trgovine za živali, je Pika vstopila, pes Piki pa jo je čakal zunaj. Ker se je začelo mračiti, sta po bližnjici odšla proti domu. Izgubila sta se. Pika je za pomoč prosila moža, ki je pometal cesto. Ta ju je pospremil do avtobusa in tako sta prišla do doma. Mati ju je že čakala pred hišo. Po večerji je Pika pripovedovala očetu in materi, kako je preživela popoldan.

## Analiza
Kratka sodobna pravljica Skozi mesto slovenske pisateljice, pesnice in književnice Svetlane Makarovič je prozno besedilo. 
Primerna je za mlajše bralce, saj skozi vsebino spoznavajo odnos med glavno junakinjo Piko, petletno deklico, in njenim pasjim prijateljem Pikijem, ki se skupaj odpravita na drugo stran mesta, da bi kupila pasjo hrano.
Glavna junakinja je vzor samostojnosti, kulturnega obnašanja in dobrih odnosov do drugih.
Svetlana Makarovič je poznana po samosvojem slogu in številnimi nestrinjanji z družbenimi razmerami. Značilno zanjo je, da v svoja dela vnaša drugačnost in pooseblja živali (prijateljstvo med psom in deklico).
V pravljici nastopa smetar (nižji sloj), ki je prikazan kot pozitiven lik, saj je Piki pomagal v težavah.  

## Zgradba in slog
Kratka zgodba je razčlenjena na veliko odstavkov. Avtorica uporablja veliko poosebitev in pomanjševalnic (kolački, kužek, medvedki, vrtiček …), piše v sedanjiku in zelo nazorno ter slikovito opisuje doživetja glavne književne osebe Pike in njenega psa Pikija na poti do trgovine. 
Jelka Reichman je knjigo ilustrirala, kar mlade bralce dodatno motivira pri branju.

## Pripovedovalec
Pripovedovalec je vsevedni.

## Književni čas
Sodobnost, poletni čas.

## Književni prostor
Pravljica se dogaja v predmestju in mestu (trgovina, park).

## Književne osebe
Glavni književni osebi sta petletna deklica Pika, ki je pogumna, samostojna, zvedava, in njen pes Piki. Poleg njiju nastopa smetar, ki jima z veseljem priskoči na pomoč ko se izgubita ter Pikina mati in oče.

## Motivi
Motivi so: prijateljstvo med deklico Piko in psom Pikijem, Pikina samostojnost in pogum, opazovanje oz. spoznavanje javnih zgradb v mestu, napisov, prometne ureditve, pomoč smetarja, srečna vrnitev domov itn.

## Ideja
Zgodba Skozi mesto je na en način drugačna, saj gre za poseben slog pisanja. Zgodba ima veliko didaktično vrednost, saj lahko mlajši bralci spoznavajo, kakšen je pravilni odnos med človekom in domačo živaljo, spoznavajo, katere javne zgradbe so v mestu in kakšen je njihov namen, razumejo, kaj pomeni obljuba in njena izpolnitev. 